# اوگو اوکا
اوگو اوکا (انگلیسی: Ugo Ukah؛ زادهٔ ۱۸ ژانویهٔ ۱۹۸۴) بازیکن فوتبال اهل نیجریه است.
از باشگاه‌هایی که در آن بازی کرده‌است می‌توان به باشگاه فوتبال ویدزف ووچ، باشگاه فوتبال کویینز پارک رنجرز، باشگاه فوتبال پارما، باشگاه فوتبال یاگلونیا بیاویستوک، و باشگاه فوتبال رجانا اشاره کرد.
وی همچنین در تیم ملی فوتبال نیجریه بازی کرده‌است.